# Eleição para governador da Luisiana em 1991
A eleição para governador do estado americano da Luisiana em 1991 foi realizada em 16 e 19 de novembro como candidatos Edwin Edwards (D), David Duke (R), Buddy Roemer (R),  Clyde C. Holloway (R), Sam S. Jones (D), entre outros.
Edwin Edwards foi eleito pela quarta vez não consecutiva governador da Luisiana.

## Resultados

### Primeiro turno
| Candidato a governador(a) | Votos   | Porcentagem |
| ------------------------- | ------- | ----------- |
| Edwin Edwards D           | 523.195 | 33,76%      |
| David Duke R              | 491.342 | 31,71%      |
| Buddy Roemer R            | 410.690 | 26,50%      |
| Clyde C. Holloway R       | 82.683  | 5,33%       |
| Sam S. Jones D            | 11.847  | 0,76%       |

### Segundo turno
| Candidato a governador(a) | Votos     | Porcentagem |
| ------------------------- | --------- | ----------- |
| Edwin Edwards D           | 1.057.031 | 61,16%      |
| David Duke R              | 671.009   | 38,34%      |